# Sann historia
Sann historia (klassisk grekiska: Ἀληθῆ διηγήματα) är en parodi på reseberättelse, skriven på grekiska av Lukianos av Samosata, och är ett av de tidigaste kända verken om resor till yttre rymden, utomjordiska livsformer och interplanetarisk krigföring. 
Berättelsen skrevs under 100-talet, och har kallats "den första kända texten som kan vara det som senare kom att kallas science fiction". Berättelsen var tänkt att användas som samtida satir.

## Handling
Romanen börjar med en förklaring om att berättelsen inte alls är "sann", och att allt i den är en fullständig lögn. 
Berättelsen börjar med att Lucian och hans medresenärer reser ut förbi Herkules pelare. Blåsta ur kurs av en storm kommer de till en ö med en flod av vin fylld med fiskar och björnar, en markör som indikerar att Herkules och Dionysos har rest till denna punkt, och träd som ser ut som kvinnor. Kort efter att de lämnat ön, fångas de upp av en virvelvind och förs till månen, där de befinner sig indragna i ett fullskaligt krig mellan månens kung och solens kung om koloniseringen av morgonstjärnan. Båda arméerna inkluderar bisarra hybridlivsformer. Solens arméer vinner kriget genom att grumla över månen och blockera solens ljus. Båda parter kommer till en fredsöverenskommelse. Lucian beskriver livet på månen och hur det skiljer sig från livet på jorden.
Efter att ha återvänt till jorden slukas äventyrarna av en 320 km lång val, i vars mage de upptäcker en mängd olika fiskmänniskor, mot vilka de krigar och triumferar. De dödar valen genom att starta en brasa och flyr genom att öppna munnen. Därefter möter de ett hav av mjölk, en ö av ost och de saligas ö. Där möter Lucian hjältarna från det trojanska kriget, andra mytiska män och djur, såväl som Homeros och Pythagoras. De upptäcker att syndare straffas, de värsta av dem är de som skrivit böcker med lögner och fantasier, inklusive Herodotos och Ktesias. Efter att ha lämnat de välsignade ön, levererar de ett brev till Calypso som de fått av Odysseus och förklarar att han önskar att han hade stannat hos henne så att han kunde ha levt för evigt. De upptäcker en klyfta i havet, men seglar så småningom runt den, upptäcker en avlägsen kontinent och bestämmer sig för att utforska den. Boken slutar abrupt med att Lucian säger att deras framtida äventyr kommer att beskrivas i de kommande uppföljarna, ett löfte som en besviken skoliast beskrev som "den största lögnen av alla".